# Юрема Рекена
Юрема Рекена (ісп. Yurema Requena Juarez, 25 листопада 1983) — іспанська плавчиня.
Учасниця Олімпійських Ігор 2008 року.